# Francesco Cossiga
Francesco Cossiga (Sassari, Cerdeña, 26 de julio de 1928-Roma, 17 de agosto de 2010) fue un político italiano perteneciente la democracia cristiana italiana. Fue el octavo presidente de la República Italiana.

## Biografía
Durante la II Guerra Mundial estuvo en contacto con organizaciones políticas católicas. Estudió derecho y fue profesor de Derecho Constitucional en la Universidad de Sassari. A finales de los años cincuenta inició su carrera política en el seno de Democrazia Cristiana. En 1966 fue nombrado subsecretario de defensa en el gobierno. Ocupó desde entonces altos cargos de la administración. Fue ministro de Interior desde 1976 a 1978, durante el período al frente de este departamento, en 1978, tuvo que dimitir por la crisis que generó el asesinato de Aldo Moro.
Fue jefe de gobierno desde 1979 hasta 1980. Durante su mandato tuvo que afrontar la oposición que generaron los escándalos de corrupción política que llegaron a afectar al gobierno y que le obligaron a retirarse de la política durante un tiempo. Fue designado presidente del Senado en 1983 y en las elecciones de 1985 resultó elegido presidente de la República italiana, siendo el candidato de la Democracia Cristiana. El nombre de Francesco Cossiga se vio de nuevo relacionado con asuntos ilegales y tuvo que abandonar anticipadamente la presidencia en 1992. Abandonó la Democracia Cristiana en 1998 y fundó el partido Unión Democrática para la República, de ideas centristas.
En italiano, su apellido es comúnmente pronunciado [kos'siga], sin embargo la pronunciación original es ['kɔs-], con acento en la vocal -o- (se trata de un apellido sardo, que significa propiamente Córcega).